# Tuneiras do Oeste
Tuneiras do Oeste är en kommun i Brasilien.   Den ligger i delstaten Paraná, i den södra delen av landet, 1 000 km sydväst om huvudstaden Brasília. Antalet invånare är 8 697.
Trakten runt Tuneiras do Oeste består i huvudsak av gräsmarker. Runt Tuneiras do Oeste är det glesbefolkat, med 10 invånare per kvadratkilometer.